# Kamperöd
Kamperöd är en bebyggelse i Skredsviks socken i Uddevalla kommun i Västra Götalands län. Bebyggelsen ingick till 2020 i småorten Berg, Skogen och Kamperöd. Vid avgränsningen 2020 delades den småorten i två småorter och Kämperöd klassades som en separat småort. Vid avgränsningen 2023 räknades områdena som sammanväxta igen till tätorten Berg och denna småort avregistrerades.